# Siervas
Siervas é uma banda de rock composta por doze freiras de um convento de Lima, Peru. A banda foi formada em 2014 e ganhou destaque quando se apresentaram para o Papa Francisco I, em sua visita à cidade de Juarez, México, em 2016. A banda conta com integrantes de vários países.
O primeiro hit da banda, Confía em Díos, foi gravado em Lima, no Peru, e contou com o trabalho voluntário dos produtores musicais vencedores do Grammy Award, Joe Martlet e Francisco Murias, que já trabalharam com bandas como Foo Fighters e Nirvana.
A banda já lançou dois álbuns, Ansias que queman, de 2014, e Hoy Despierto, de 2016.
Quando em turnê, além das apresentações, as freiras também fazem trabalhos em obras de caridade, como servir sopa aos necessitados em cozinhas comunitárias e escolas.

## História
A banda foi formada em setembro de 2014 em um convento da Ordem Siervas del Plan del Dios, localizado desde 1998 na cidade de Lima, capital do Peru, ligada à Familia Sodalício, que é uma sociedade de vida apostólica reconhecida pelo Vaticano. A banda é constituída por freiras de diversas nacionalidades que perceberam algo em comum: todas sabiam tocar um instrumento musical. Uma tocava guitarra, outra bateria, baixo, e assim, conversando entre elas, decidiram montar uma banda, cuja pretensão inicial era se apresentar em Missas.
As composições musicais da banda se inspiram em suas atividades como freiras, que vão desde as suas obrigações para com sua ordem religiosa, até o contato com pessoas necessitadas em suas visitas religiosas em lugares como prisões e hospitais.
Com a divulgação de seu trabalho nas redes sociais, a banda ganhou projeção internacional e destaque na imprensa mundial, tendo até se apresentado ao Papa Francisco, e para mais 200 mil pessoas, em sua visita ao México, em 2016.

## Integrantes
- Irmã Ivonne Fuentes – vocal e violão
- Irmã. Mónica Nobl - vocal
- Irmã Andrea García - vocal e violão
- Irmã Cindy Teixeira  -  violoncelo
- Irmã María Josefina Amenábar - vocal
- Irmã Dayana Cobos - vocal
- Irmã Paula Soto – bateria e percussão
- Irmã Teresa Fuentes – baixo elétrico
- Irmã Kathleen Redido - vocal
- Irmã Jessica Wong - clarinete
- Irmã Arisa Cárdenas - violino
- Irmã Camila Lastarria – guitarra elétrica

## Discografia
- (2014) - Ansias que queman
- (2016) - Hoy Despierto